# Fuchsia rosea
Fuchsia rosea, la fucsia rosada o también llamada  chilco rosado, es un arbusto de la familia Onagraceae originario de Chile que crece cerca del mar (0 a 100 m s. n. m.) y se cultiva como planta ornamental. Corresponde a un híbrido natural entre F. lycioides (hembra) y F. magellanica var. magellanica.

## Descripción
Es un arbusto  de alrededor de 2 a 3 metros de altura, con ramas leñosas. Sus hojas presentan borde levemente aserrado,se presenta en lugares asoleados, a diferencia de la mayoría de las fuchsias, que prefieren lugares sombríos, bordes de bosques o caminos. tienen el peciolo algo persistente y sus hojas dispuestas en pares, a veces impares y en tríos, levente aserradas, de color glauco. sus ramas tienen tono rojizo. Sus flores son tetrapteras, con sépalos abiertos de un fuerte color rosado, que sobrepasan el largo de los pequeños pétalos de color rosado, la flor es muy pequeña. Hay 8 estambres atrofiados.El estigma se presenta fuertemente dividido en 4, El fruto es una baya comestible de color morado-verdoso que procede de un ovario en posición inferior. Presenta solo individuos hembra, por lo que necesita polinizarse con otros individuos del género. Es algo resistente al frío, soportando temperaturas de -5 grados sin dificultad. 
Ha sido usada en jardinería, por ser muy florífera y resistente.
Corresponde a un híbrido natural entre F. lycioides (hembra) y F. magellanica var. magellanica.

## Distribución y hábitat
En la zona costera de Chile central, en zonas intermedias.

## Usos
Es el antepasado de muy bellas fuchsias híbridas, resistentes al sol. como "zulu king", "zulu queen", etc.